# Есенов, Лукпан Досжанович
Лукпан Досжанович Есенов — казахстанский деятель культуры, режиссёр, продюсер. Заслуженный деятель Казахстана (2003).

## Биография
Родился в Западно-Казахстанской области. Получил музыкальное образования и с 10 лет был солистом государственного эстрадного ансамбля «Гульдер». Коллеги говорят, что его голос прославил коллектив. В режиссуру Лукпан Есенов пришёл в середине семидесятых, оказалось — навсегда. С 1969 по 1976 гг. Лукпан Есенов работал в государственном ансамбле «Гульдер». Затем с 1976-92гг. на государственном телевидении. В 1977 году он создаёт популярную юмористическую шоу-программу «Тамаша», выходившей на казахском телевидении. Лукпан Есенов внёс огромный вклад в развитие казахской культуры, создал театр миниатюры в жанре национально юмора. Заслуженный деятель культуры Казахстана, прославленный продюсер и режиссёр был удостоен высшей национальной телевизионной премии Казахстана «Алтын Жулдыз».
Скончался 13 октября 2007 года.